# Bandgrondlibel
De bandgrondlibel (Brachythemis impartita) is een echte libel uit de familie van de korenbouten (Libellulidae). De wetenschappelijke naam van de soort werd in 1890 als Zonothrasys impartitus gepubliceerd door Ferdinand Karsch. De Nederlandstalige naam is ontleend aan de Veldgids Libellen.
Deze soort werd lang als dezelfde beschouwd als Brachythemis leucosticta. In 2009 werden de populaties ten noorden van de Sahara als een aparte soort benoemd. In literatuur van vóór 2009 komt de naam 'bandgrondlibel' voor als de naam voor de soort van voor de opsplitsing.